# 1982년 롯데 자이언츠 시즌
1982년 롯데 자이언츠 시즌은 KBO 리그에서 프로 야구단 롯데 자이언츠의 1982년 시즌을 일컫는다. 박영길 감독이 KBO리그에서 맞이한 1번째 시즌인데 심재원 유두열 최동원의 프로 진출이 1982년 세계야구선수권대회 참가로  유보된 탓인지  팀은 전기리그 5위, 후기리그 공동 4위, 종합 5위를 기록하며 포스트시즌 진출에 실패했고 장태영 어우홍 등이 초대 감독 물망에 올랐으나 은행 일에만 전념(장태영) 국가대표팀 감독 맡아(어우홍)  무산됐다.

## 타이틀
- KBO 골든글러브: 김용희 (3루수), 김성관 (외야수)
- 미스터올스타: 김용희
- 올스타 선발: 김용희 (3루수)
- 올스타전 추천선수: 천창호, 차동열, 김정수, 김용철, 김성관, 권두조
- 한미친선프로야구대회 올스타: 박영길(감독), 노상수, 차동열, 정학수, 김용철
- 컴투스프로야구 80년대 롯데 자이언츠 라인업: 노상수 (선발투수), 김덕열 (중계투수), 정학수 (유격수)
- 컴투스프로야구 KBO 원년 라인업: 노상수 (구원투수), 김용희 (3루수)
- 수비 WAR: 정학수 (1.22)
- 수비 범위 관련 득점 기여: 정학수 (4.58)
- 출장(타자): 권두조 (80)
- 볼넷: 정학수 (53)
- 희생타: 권두조 (15)
- 이닝: 노상수 (232.1)
- 상대한 타자 수: 노상수 (954)
- 탈삼진: 노상수 (141)

## 선수단
- 선발투수 : 천창호, 김문희
- 구원투수 : 이진우
- 마무리투수 : 노상수, 김덕열, 최옥규, 방기만
- 포수 : 차동열, 최순하
- 1루수 : 김정수, 김일환
- 2루수 : 정학수, 이성득
- 유격수 : 권두조
- 3루수 : 김용희
- 좌익수 : 김성관, 이윤섭
- 중견수 : 김재상, 엄태섭
- 우익수 : 박용성, 정문섭
- 지명타자 : 김용철

## 여담
- 1982년 드래프트에서 롯데 자이언츠는 실업리그 롯데 자이언트에서 뛰었던 내야수 김형운을 1라운드 2순위 전체 2번으로 지명했으나, 김형운은 지명권을 포기하여 입단하지 않았다. 드래프트에서 지명된 선수가 지명을 거부한 것은 이때가 KBO 리그 사상 최초였다. 이로써 2라운드에 지명된 투수 방기만이 구단 사상 최초로 신인드래프트에서의 지명으로 팀에 입단한 첫 선수이자 KBO 리그 역대 최초로 지명 팀에 입단한 2라운더가 되었다.
- 투수 이진우와 외야수 정문섭은 1982년 신인 드래프트에서 각각 3라운드, 4라운드에 지명되어 입단했다. 이로써 이들은 각각 KBO 리그 역대 첫 3, 4라운드 지명자가 되었다. 이 중 정문섭은 해당 드래프트 전체 마지막 지명자였다.
- 3월 28일 해태 타이거즈와의 경기에 노상수가 선발 등판하여 구단 사상 최초의 등판 투수가 되었으며, 구단 사상 첫 승도 챙겼다. 이날 최옥규는 구단 사상 첫 세이브의 주인공이 되었고, 1번 타자로 출전한 정학수는 구단 사상 처음으로 타석을 소화한 선수가 되었다.
- 정학수는 5월 20일에 KBO 리그 사상 최초로 단일 시즌 100타석을 달성했다.
- 천창호는 올스타전 2차전에 선발 등판하여 KBO 올스타전의 1호 선발승의 주인공이 되었다.
- 권두조는 9월 15일 OB 베어스와의 경기에서 KBO 리그 역대 최초로 단일 시즌 두 자릿수 희생번트를 기록했다.
- 김문희는 18탈삼진에 그쳐 KBO 리그 사상 규정 이닝을 채운 투수들 중 단일 시즌 최소 탈삼진을 기록했다.
- 당시 규정이닝이 80이닝이었던 덕에, 이진우는 82이닝만 소화하고도 규정 이닝을 채워 KBO 리그 역대 규정 이닝 충족 투수 중 단일 시즌 최소 이닝 기록을 세웠다.
- 권두조는 당시 리그 내 규정 타석 충족 타자들 중 유일하게 홈런이 없었다.
- 정학수는 KBO 리그 사상 최초로 단일 시즌 수비 WAR 1을 넘겼다.
- 이 시즌 팀은 2628타수를 소화해 단일 시즌 팀 최소 타수 기록을 세웠고, 한 경기라도 출전한 선수들의 수비 소화 경기 수를 합치면 총 863경기로 역대 최소 기록이었다. 그만큼 특정 선수들에 대한 의존도가 높았다고 할 수 있다.
- 이 시즌 팀은 29개의 사구만 내줘 역대 단일 시즌 팀 최소 사구 허용 기록을 세웠다.
- 노상수는 14승 19패를 기록해 KBO 리그 역대 단일 시즌 승률 5할 미만 투수 중 최다 승 기록을 세웠다.
- 노상수는 이 시즌 KBO 리그 역대 단일 시즌 삼미 슈퍼스타즈 상대 최다 피3루타(3) 기록을 세웠다.
- 방기만과 최옥규는 이 시즌을 끝으로 은퇴하여 KBO 리그 사상 월요일 경기 통산 평균자책점 0.00을 기록한 최초의 선수들이 되었다.
- 11월 12일 MBC 청룡과 KBO 리그 역대 최초의 비공식 시범경기를 치렀다.
- 1983 신인 드래프트에서 구단 사상 첫 1차 지명을 통해 김석일, 김성호, 김종근, 김호근, 박영태, 박정후, 배경환, 심재원, 우경하, 유두열, 최동원, 한문연을 영입했다. 그러나 2차 지명 선수인 이석규(2차 1R 1순위)와 정윤돈(2차 2R 4순위)은 모두 입단이 불발되었다.
- 1983 신인 드래프트 1차 지명에서 투수, 포수, 내야수, 외야수까지 모든 포지션의 선수를 지명했고, 최종적으로 각 포지션 별로 최소 1명은 입단시키는 데 성공하여 같은 해 MBC 청룡과 함께 KBO 신인드래프트 1차 지명 사상 최초 전포지션 선발/입단 구단이 되었다.

## 통계
| # | 선수   | 경기 | 이닝  | 승 | 구원승 | 패 | 세이브 | 홀드 | 삼진 | 방어율 |
| - | ------ | ---- | ----- | -- | ------ | -- | ------ | ---- | ---- | ------ |
| 1 | 노상수 | 44   | 232.1 | 14 | 8      | 19 | 2      | 0    | 141  | 2.94   |
| 2 | 천창호 | 37   | 173.2 | 7  | 2      | 13 | 0      | 0    | 92   | 3.83   |
| 3 | 김문희 | 24   | 91.2  | 4  | 0      | 8  | 0      | 0    | 18   | 4.12   |
| 4 | 이진우 | 22   | 82    | 5  | 1      | 2  | 1      | 0    | 49   | 5.27   |

| # | 선수   | 경기 | 타수 | 안타 | 2루타 | 3루타 | 홈런 | 타율  |
| - | ------ | ---- | ---- | ---- | ----- | ----- | ---- | ----- |
| 1 | 김용철 | 71   | 253  | 76   | 13    | 0     | 10   | 0.300 |
| 2 | 김용희 | 63   | 232  | 66   | 7     | 0     | 11   | 0.287 |
| 3 | 김성관 | 76   | 273  | 75   | 15    | 1     | 7    | 0.275 |
| 4 | 정학수 | 76   | 277  | 76   | 18    | 1     | 2    | 0.274 |
| 4 | 김정수 | 79   | 277  | 76   | 15    | 2     | 11   | 0.274 |
| 6 | 권두조 | 80   | 265  | 59   | 15    | 1     | 0    | 0.223 |

| 부문            | 선수   | 기록  |
| --------------- | ------ | ----- |
| 승리(W)         | 노상수 | 14    |
| 선발승          | 노상수 | 6     |
| 평균자책(ERA)   | 노상수 | 2.94  |
| 탈삼진(SO)      | 노상수 | 141   |
| 세이브(SV)      | 노상수 | 2     |
| 승률(WPCT)      | 노상수 | 0.424 |
| 경기(G)         | 노상수 | 44    |
| 선발(GS)        | 천창호 | 21    |
| 이닝            | 노상수 | 232.1 |
| 완투            | 노상수 | 12    |
| 완봉            | 노상수 | 2     |
| 승리기여도(WAR) | 노상수 | 7.05  |

| 부문            | 선수                   | 기록  |
| --------------- | ---------------------- | ----- |
| 타율(AVG)       | 김용철                 | 0.300 |
| 홈런(HR)        | 김용희, 김정수, 박용성 | 11    |
| 타점(RBI)       | 김정수                 | 49    |
| 득점(R)         | 김정수                 | 51    |
| 안타(H)         | 김용철, 김정수, 정학수 | 76    |
| 출루율(OBP)     | 김용철                 | 0.403 |
| 장타율(SLG)     | 김용철                 | 0.470 |
| 도루(SB)        | 김성관                 | 16    |
| OPS             | 김용철                 | 0.874 |
| 경기(G)         | 권두조                 | 80    |
| 타석            | 정학수                 | 345   |
| 2루타           | 정학수                 | 18    |
| 3루타           | 김정수                 | 2     |
| 볼넷            | 정학수                 | 53    |
| 사구            | 김성관                 | 8     |
| 희생타          | 권두조                 | 17    |
| 승리기여도(WAR) | 김용철                 | 2.93  |

- 투수, 타자 순위는 규정 이닝 또는 규정 타석을 채운 선수들만 표시

## 같이 보기
- 2017년 롯데 자이언츠 시즌